# ووهیتانی
ووهیتانی (به لاتین: Vohitany) یک منطقهٔ مسکونی در ماداگاسکار است که در آمپانیی واقع شده‌است. ووهیتانی ۱۰٬۰۰۰ نفر جمعیت دارد و ۳۷۸ متر بالاتر از سطح دریا واقع شده‌است.